# フィル・ベルナ
フィル・ベルナ（Phil Berna、1996年4月7日 - ）は、カナダのラグビー選手。

## プロフィール
- カナダ・バンクーバー出身[1]。
- ポジションはフランカー(FL)。
- 身長 188cm、体重 96kg
- U20カナダ代表に選ばれたことがある[2]。
- 7人制カナダ代表に選ばれたことがある[3]。

## 略歴
2021年、東京五輪の7人制カナダ代表スコッドに選ばれた。